# الخيام (محافظة سوهاج)
قرية الخيام وجزيرة نقنق هي إحدى القرى التابعة لمركز دار السلام بمحافظة سوهاج في جمهورية مصر العربية. حسب إحصاءات سنة 2006، بلغ إجمالي السكان في الخيام وجزيرة نقنق 19671 نسمة، منهم 10033 رجل و9638 امرأة.